# Obitsu
Der Obitsu (jap. 小櫃川, -gawa) ist ein Fluss in Japan. Er befindet sich in der Präfektur Chiba und mündet in die Bucht von Tokio.

## Geographie und Fauna
Insgesamt erstreckt sich der Fluss auf 88 km Länge bei einem Einzugsgebiet von 273,2 km². Der Ursprung liegt in den dicht bewaldeten Tälern rund um den Berg Motokiyosumi (Höhe 344 m) des Bōsō-Hügellandes, von wo aus er durch Kimitsu, Kisarazu und Sodegaura fließt, ehe er in die Bucht von Tokio einmündet. Dadurch stellt der Obitsu den zweitgrößten Fluss der Präfektur Chiba dar, nur übertroffen vom Tone, welcher 322 km Länge aufweist. Im Oberlauf fließt der Obitsu geschlängelt durch Kimitsu, in der Mitte eher geradlinig durch Kisarazu und im Unterlauf zweigt er sich schließlich in Sodegaura in ein dreieckiges Delta auf, welches als Banzu-Watt bekannt ist. Nach einem kurzen Schwenk nach Westen zurück nach Kisarazu erfolgt dann die Einmündung in die Bucht von Tokio.
Das Watt des Obitsu beherbergt viele Arten von Vögeln und Krustentieren. 2012 wurde eine auf der Roten Liste gefährdeter Arten geführte Krabbenart der Winkerkrabben namens Uca lactea lactea entdeckt, was wohl das nördlichste bekannte Habitat dieser Art in Japan darstellt.
Der Fluss Koito entspringt ähnlich dem Obitsu vom Berg Motokiyosumi aus, wo er östlich über die Bōsō-Halbinsel in die Bucht von Tokio fließt. Diese beiden Flüsse sind die längsten der westlichen Region der Halbinsel.

## Kamegawa-Damm
Der Kamegawa-Damm wurde nahe dem Kazusa-Kameyama Bahnhof der Kururi-Bahnstrecke der JR East am Oberlauf des Flusses im Jahr 1979 errichtet. Dieser Damm bildet den Kameyama-Stausee, welcher das größte Wasserreservoir der Präfektur Chiba mit einem Durchmesser von 35 km darstellt.

## Nebenflüsse
| Name                                 | Länge   | Einzugsgebiet |
| ------------------------------------ | ------- | ------------- |
| Fluss Matsu (松川 -gawa)             | 10,4 km | 25,6 km²      |
| Fluss Yarimizu (槍水川 -gawa)        | 3,6 km  | 2,84 km²      |
| Fluss Takeda (武田川 -gawa)          | 15,2 km | 16,7 km²      |
| Fluss Hasentakeda (派川武田川 -gawa) | 1,5 km  | 1 km²         |
| Fluss Nanamagari (七曲川 -gawa)      | 8 km    | 8,14 km²      |
| Fluss Ohara (御腹川 -gawa)           | 17,1 km | 23,8 km²      |
| Fluss Ōmori (大森川 -gawa)           | 2,6 km  | 10,4 km²      |
| Fluss Sasa (笹川 -gawa)              | 21 km   | 22,6 km²      |
| Fluss Inokawa (猪ノ川)               | —       | —             |
| Fluss Shichiri (七里川 -gawa)        | —       | —             |

## Historisches

### Vorgeschichte
Erste Anzeichen menschlicher Besiedelung im Gebiet des Obitsu konnten anhand von Funden großer Køkkenmøddinger (kaizuka) aus der Jōmon-Zeit vor ca. 14.000 – 300 v. Chr. nachgewiesen werden. Diese Abfallhaufen aus Muschelschalen sind die größten in ganz Japan. Der Gion-Muschelhaufen (祇園貝塚, Gion-kaizuka) im Gion-Distrikt von Kisarazu am Obitsu stammt dabei aus der mittleren Jōmon-Zeit. Es gibt Hinweise auf Besiedlung des Obitsu in größerem Ausmaß in der Yayoi-Zeit von ca. 300 – 200 v. Chr., sowie wurde das gesamte östliche Gebiet der Bōsō-Halbinsel erneut  in der darauf folgenden Kofun-Zeit von 250 – 538 n. Chr. besiedelt.

### Edo-Zeit
Der Handel und Transport über Wasser entwickelte sich langsam, um die landwirtschaftlich üppigen mittleren und oberen Regionen des Obitsu miteinander zu verbinden, und erreichte dort in der Edo-Zeit von 1603 – 1868 n. Chr. seinen Höhepunkt. Das Tokugawa-Shogunat war sehr an Produkten der Provinz Kazusa interessiert. Dazu wurde der geschlängelte mittlere Flussverlauf des Obitsu erweitert und begradigt, damit neue Ackerflächen für den Anbau von Reis und Lotosblumen (renkon) gewonnen werden konnten. Wie schon auf dem Yōrō und dem Koito wurden kleine Flussboote zur Schifffahrt genutzt. Reis wurde aus der Region Kururi in Kimitsu als Tribut (nengu) an das Shogunat abgeliefert. Holzkohle, ein in der Edo-Zeit ungemein wichtiges Produkt, wurde in der zentralen Region der Halbinsel produziert und ebenfalls als eines der Haupthandelsgüter der Flussschifffahrt verladen. In der wirtschaftlich florierendsten Zeit waren 35 Flussboote im Handel aktiv, davon die meisten als Eigentum einzelner Dörfer entlang des Flusses. Die Flussmündung des Obitsu wurde so zum belebten Handelsplatz, da der Hafen von Kisarazu die exklusiven Seehandelsrechte zwischen der westlichen Halbinsel und der Edo-Hauptstadt besaß.

### Moderne
Der Unterlauf des Obitsu zur Bucht von Tokio hin wurde im frühen 20. Jahrhundert ausgebaut, um die dort an der Bucht anwachsenden industriellen Anlagen und Einrichtungen zu unterstützen. Dieses Gebiet entwickelte sich schließlich zu einem wichtigen Teil der Keiyō-Industriezone. Dem industriellen Ausbau des Unterlaufes zum Trotz blieben die mittleren und oberen Flussgebiete ausschließlich dem Anbau von Reis und Gemüse vorbehalten. Im Gebiet um Nagasuka in Kisarazu fand traditionell Anbau von Lotosblumen in großem Stil statt. Die niedrigen, feuchten Flussgebiete wurden dort in Reisfelder und Felder zum Anbau des Lotos umgewandelt. Dieser Lotos wurde am Ende der Edo-Zeit im Gebiet von Tokio populär und wird bis heute kultiviert. Zusätzlich stellte das seichte Banzu-Watt die größte Anbaufläche für Seetang (nori) im Gebiet der Bucht von Tokio dar.

## Freizeitnutzung

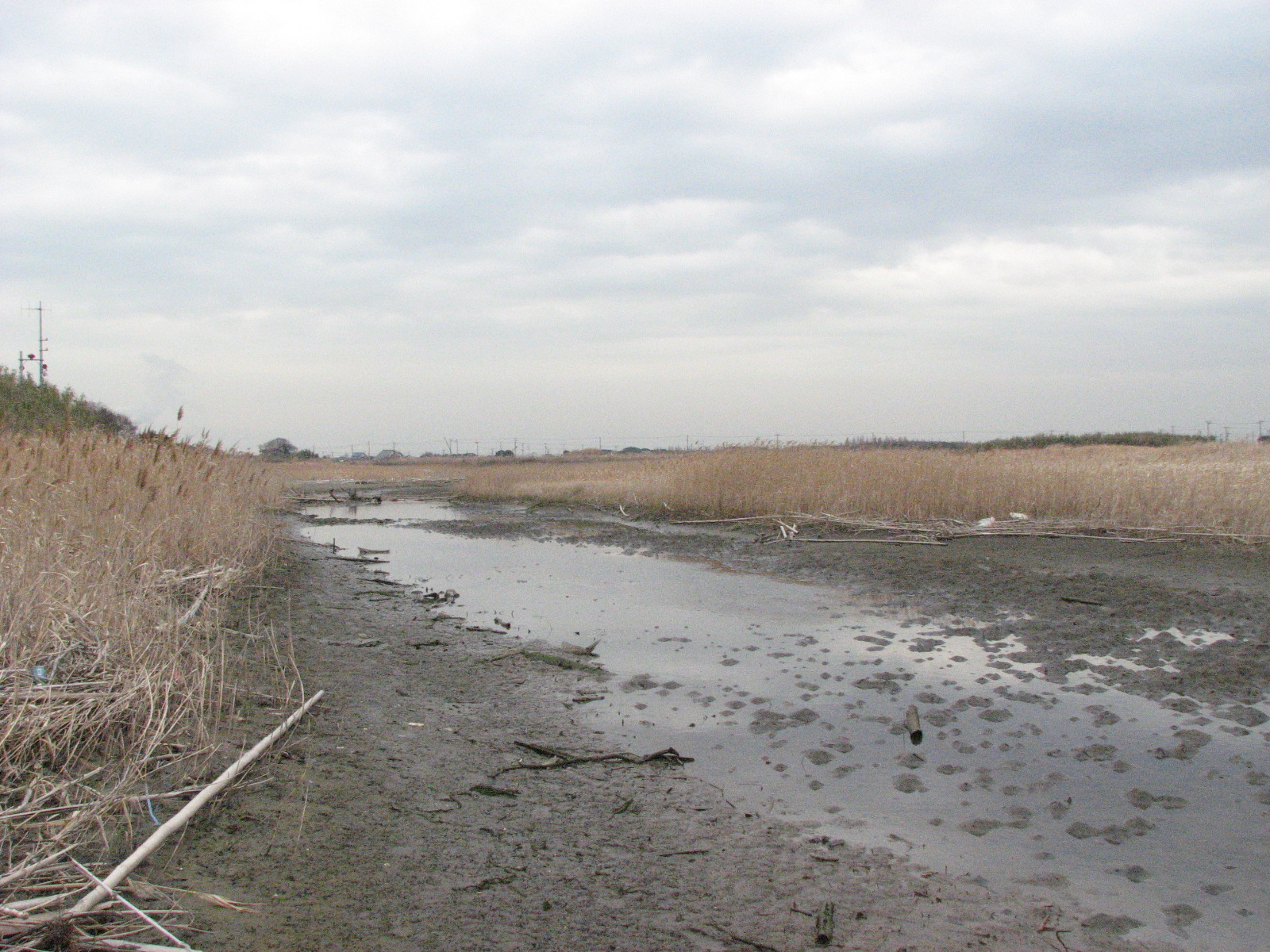
Das Banzu-Watt am Obitsu nahe der Bucht von Tokio.

### Kimitsu
Der Kameyama-Stausee bietet mehrere touristische Anlagen. Um den See führt ein Wanderweg, zudem gibt es einen Campingplatz und es ist der einzige Ort der Präfektur Chiba, an dem Köderfischen gestattet ist. Man kann den Stausee über die Kururi-Bahnstrecke von JR East erreichen, indem man am Kazusa-Kameyama Bahnhof aussteigt.

### Kisarazu
Die Lotosfelder von Kisarazu können über den Obitsuzeki-Park (小櫃堰公園, Obitsuzeki Kōen) in 358 Gion, Kisarazu, Chiba, erreicht werden. Vom Gion-bahnhof der Kururi-Bahnstrecke ist der Park 10 Gehminuten entfernt.

### Sodegaura
Das Sammeln von Muscheln und Austern im Banzu-Watt des Obitsu erfreut sich großer Beliebtheit.